# Nippoleucon projectus
Nippoleucon projectus is een zeekommasoort uit de familie van de Leuconidae. De wetenschappelijke naam van de soort is voor het eerst geldig gepubliceerd in 2006 door Lee & Lee.